# Maria Lluïsa Vigo
Maria Lluïsa Vigo   (Barcelona, 1913 - Catalunya, p. segle XX) fou un nedadora catalana, considerada una de les pioneres de la natació catalana.
Membre del Club Natació Barcelona, es proclamà campiona de Catalunya en catorze ocasions destacant en les proves de 100 m lliures (1928, 1930), 100 m braça (1926, 1928), 100 m esquena (1928, 1930, 1931, 1932) i 4×50 m (1926, 1927, 1928, 1930). En l'àmbit estatal, es proclamà campiona d'Espanya en 100 m lliures (1928, 1930). Entre 1926 i 1933 establí 21 rècords de Catalunya i d'Espanya en l'estil lliure, braça, esquena i relleus. El 1928 guanyà la primera edició de la Copa Nadal en competició femenina.

## Palmarès
- 14 campionats de Catalunya de natació

- 2 en 100 m lliures (1928, 1930)
- 4 en 100 m esquena (1928, 1930, 1931, 1932)
- 2 en 100 m braça (1926, 1928)
- 4 en 4×50 m lliures (1926, 1927, 1928, 1930)
- 1 en 3×50 m lliures (1932)
- 1 en 4×100 m lliures (1932)

- 2 campionats d'Espanya de natació

- 2 en 100 m lliures (1928, 1930).